# Vaca biológica
Vaca biológica és una escultura urbana al Parque de Invierno, davant del Palacio de los Niños, a la ciutat d'Oviedo, (Astúries, Espanya). L'escultura, feta amb fibra òptica i metacrilat, és obra de Cuco Suárez, i està datada en 2003. L'obra inclosa en l'inventari de Béns del Patrimoni Cultural de l'Ajuntament d'Oviedo, considerat com "Mobles de caràcter històric" o de considerable valor econòmic, dins del subgrup "ESCULTURES", amb el número 101, estant valorada en 103.662,57 €.